# Charles Barwig

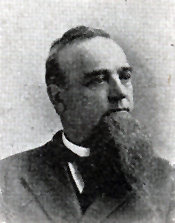
Charles Barwig

Charles Barwig (* 19. März 1837 im Großherzogtum Hessen; † 15. Februar 1912 in Mayville, Wisconsin) war ein US-amerikanischer Politiker deutscher Herkunft. Zwischen 1889 und 1895 vertrat er den Bundesstaat Wisconsin im US-Repräsentantenhaus.

## Werdegang
Im Jahr 1845 kam Charles Barwig mit seinen Eltern in die Vereinigten Staaten, wo sich die Familie in Milwaukee im Wisconsin-Territorium niederließ. Er besuchte die öffentlichen Schulen seiner neuen Heimat und danach bis 1857 das Spencerian Business College in Milwaukee. In den folgenden Jahren war er im legalen Alkoholhandel tätig. Ab 1865 war er in Mayville ansässig. Dort amtierte er von 1886 bis 1888 als Bürgermeister.
Politisch war Barwig Mitglied der Demokratischen Partei. Bei den Kongresswahlen des Jahres 1888 wurde er im zweiten Wahlbezirk von Wisconsin in das US-Repräsentantenhaus in Washington, D.C. gewählt, wo er am 4. März 1889 die Nachfolge von Richard W. Guenther antrat. Nach zwei Wiederwahlen konnte er bis zum 3. März 1895 drei Legislaturperioden im Kongress absolvieren. Zwischen 1889 und 1891 war Barwig Vorsitzender des Ausschusses zur Kontrolle der Ausgaben des Finanzministeriums.
Bei den Wahlen des Jahres 1894 unterlag Barwig dem Republikaner Edward Sauerhering. Nach seinem Ausscheiden aus dem US-Repräsentantenhaus stieg er in das Immobiliengeschäft ein. Er starb am 15. Februar 1912 in Mayville.